# Бассетт (Арканзас)
Бассетт (англ. Bassett) — город, расположенный в округе Миссисипи (штат Арканзас, США) с населением в 168 человек по статистическим данным переписи 2000 года.

## География
По данным Бюро переписи населения США Бассетт имеет общую площадь в 0,52 квадратных километров, водных ресурсов в черте населённого пункта не имеется.
Город Бассетт расположен на высоте 72 метров над уровнем моря.

## Демография
По данным переписи населения 2000 года в Бассетте проживало 168 человек, 49 семей, насчитывалось 71 домашнее хозяйство и 76 жилых домов. Средняя плотность населения составляла около 280 человек на один квадратный километр. Расовый состав Бассетта по данным переписи распределился следующим образом: 94,81 % белых, 5,19 % — представителей смешанных рас. Испаноговорящие составили 0,60 % от всех жителей города.
Из 71 домашних хозяйств в 32,4 % — воспитывали детей в возрасте до 18 лет, 45,1 % представляли собой совместно проживающие супружеские пары, в 14,1 % семей женщины проживали без мужей, 29,6 % не имели семей. 26,8 % от общего числа семей на момент переписи жили самостоятельно, при этом 15,5 % составили одинокие пожилые люди в возрасте 65 лет и старше. Средний размер домашнего хозяйства составил 2,37 человек, а средний размер семьи — 2,80 человек.
Население города по возрастному диапазону по данным переписи 2000 года распределилось следующим образом: 23,2 % — жители младше 18 лет, 5,4 % — между 18 и 24 годами, 29,2 % — от 25 до 44 лет, 25,0 % — от 45 до 64 лет и 17,3 % — в возрасте 65 лет и старше. Средний возраст жителей составил 40 лет. На каждые 100 женщин в Бассетте приходилось 88,8 мужчин, при этом на каждые сто женщин 18 лет и старше приходилось 89,7 мужчин также старше 18 лет.
Средний доход на одно домашнее хозяйство в городе составил 31 607 долларов США, а средний доход на одну семью — 32 813 долларов. При этом мужчины имели средний доход в 28 750 долларов США в год против 21 250 долларов среднегодового дохода у женщин. Доход на душу населения в городе составил 13 464 доллара в год. 18,4 % от всего числа семей в населённом пункте и 23,6 % от всей численности населения находилось на момент переписи населения за чертой бедности, при этом 36,1 % из них были моложе 18 лет и 9,5 % — в возрасте 65 лет и старше.